# Nierozwidnia
Nierozwidnia (Nageia) – rodzaj drzew z rodziny zastrzalinowatych (Podocarpaceae). Obejmuje pięć do siedmiu gatunków występujących w południowej i wschodniej Azji – od południowych Indii (N. wallichiana jest jedynym przedstawicielem nagonasiennych na tym obszarze), poprzez Bangladesz, Półwysep Indochiński po Chiny i Japonię na północy i Nową Brytanię na południu. 
Niektóre gatunki uprawiane są jako rośliny ozdobne. Pędy Nageia nagi ze względu na walory ozdobne i trwałość wykorzystywane są we florystyce. Olej z nasion tego gatunku jest jadalny i zawiera kwas eikosatetraenowy łagodzący swędzenie np. po ugryzieniach przez owady.

## Morfologia

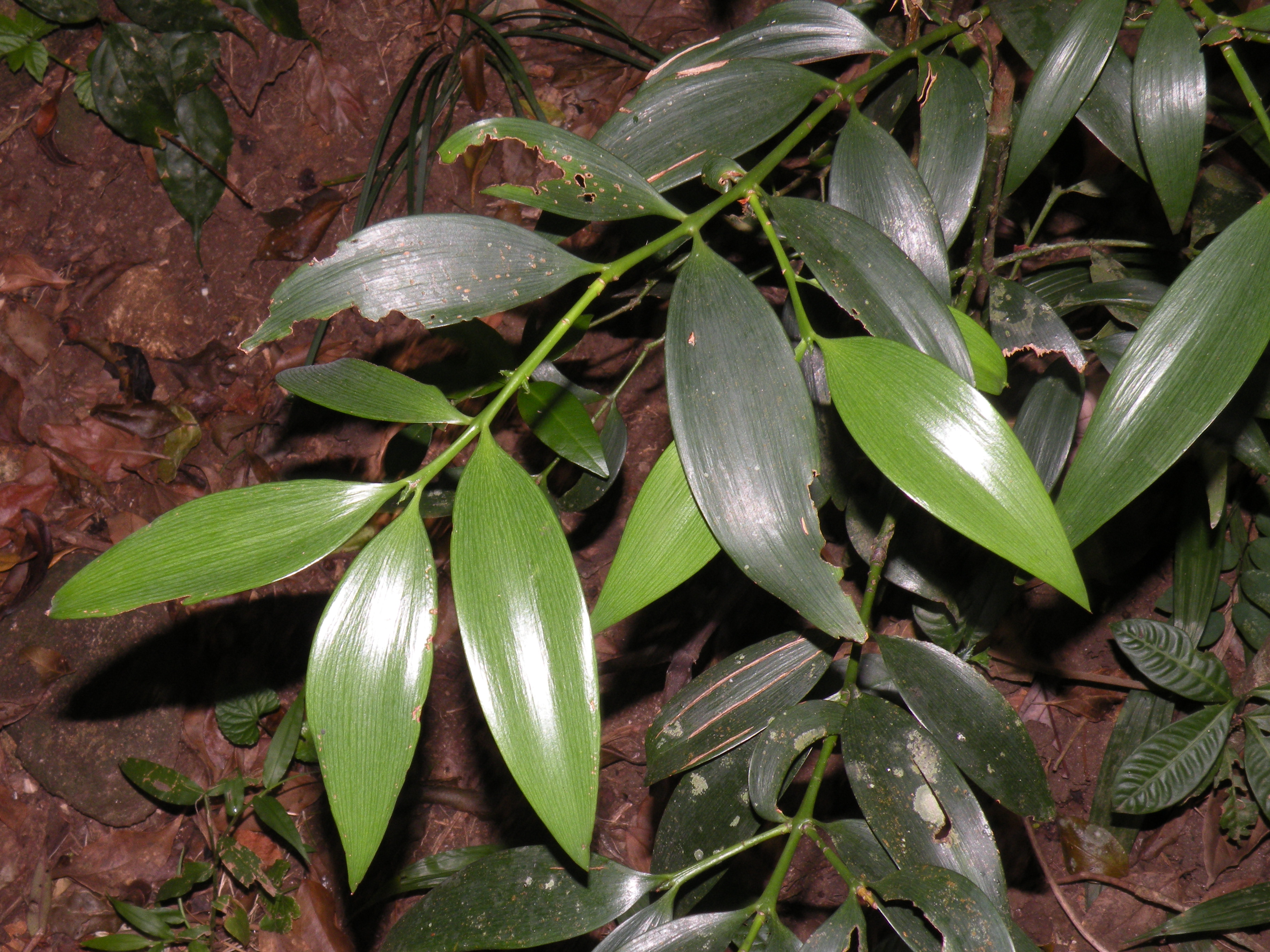
Nageia wallichiana

PokrójZimozielone drzewa (N. wallichiana osiąga 50 m wysokości) i krzewy. Korona drzew wąska, walcowata.
LiścieMłodociane podobne do dorosłych, nieco tylko mniejsze i węższe (odwrotnie jednak w przypadku N. wallichiana). Ułożone na pędzie skrętolegle, ale na pędach bocznych też w dwóch rzędach i niemal naprzeciwległe lub naprzeciwległe. Liście ogonkowe, z ogonkiem skręconym o 90°, szerokim i krótkim. Blaszka ponad 0,5 cm długości (u N. wallichiana o długości ponad 20 cm w przypadku liści młodocianych, u dorosłych liści N. fleuryi blaszka osiąga 18 cm), kształtu jajowato-eliptycznego do lancetowatego. W odróżnieniu od innych zastrzalinowatych żyłki przewodzące są równoległe i takie same (brak powiększonej centralnej wiązki przewodzącej), w efekcie blaszki liściowe są myląco podobne do przedstawicieli rodzaju agatis z rodziny araukariowatych. Linie aparatów szparkowych zwykle tylko na dolnej stronie blaszki, rzadziej na obu.
Organy generatywneKłosopodobne, walcowate strobile męskie rozwijają się pojedynczo lub w pęczkach po 3–6 w kątach liści. Strobile żeńskie wyrastają na szczytach pędów, w ich rozwidleniach, zwykle pojedynczo, rzadko w parach. Wynoszące je szypuły pokryte są łuskami. Skórzasta osnówka otacza w całości nasiono. Po dojrzeniu ma kolor niebieskoczarny.
NasionaKulistawe, twarde, bez skrzydełka o gładkiej powierzchni.

## Systematyka
Rodzaj zaliczany jest do rodziny zastrzalinowatych (Podocarpaceae). Był wyodrębniany w osobną rodzinę Nageiaceae, ale nie zostało to uznane za zasadne. W przeszłości do rodzaju tego zaliczano większą liczbę gatunków, ale zostały one w końcu XX wieku poprzenoszone do osobnych rodzajów (N. falcata do Afrocarpus, N. comptonii, N. minor, N. piresii, N. rospigliosii i N. vitiensis do Retrophyllum). W obrębie zaliczanych tu gatunków problematyczny status ma N. formosensis wyróżniany od N. nagi tylko przez część autorów.
Wykaz gatunków
- Nageia fleuryi (Hickel) de Laub.
- Nageia formosensis (Dummer) C.N.Page
- Nageia maxima (de Laub.) de Laub.
- Nageia motleyi (Parl.) de Laub.
- Nageia nagi (Thunb.) Kuntze
- Nageia wallichiana (C.Presl) Kuntze